# San Giacomo in Paludo
San Giacomo in Paludo ist eine Insel in der Lagune von Venedig. Sie liegt zwischen den Inseln Murano und Madonna del Monte am Kanal Scomenzera San Giacomo und hat eine Fläche von 12.496 m². Im Hochmittelalter befand sich dort ein Hospiz für Pilger ins Heilige Land, vom 13. bis 15. Jahrhundert ein Frauenkloster, dann lebten dort Franziskaner. Vom frühen 19. Jahrhundert, als die Insel zum Munitionslager umfunktioniert wurde, bis 1961 diente sie militärischen Zwecken.

## Geschichte
Auf der Insel wurden, wie auf mehreren anderen Inseln der Lagune, attische Scherben und solche aus römischer Zeit gefunden, die sich nur durch dauerhafte Besiedlung erklären lassen. Dieser Auffassung schließen sich allerdings nicht alle Archäologen an. Sie gehen hingegen davon aus, dass eine dauerhafte Besiedlung vor 1000 nicht nachweisbar sei.
1046 übereignete Orso Badoer die Insel Giovanni Trono aus Mazzorbo, um hier ein Kloster namens San Giacomo Maggiore errichten zu können, das auf Initiative des Dogen Pietro Polani Anlaufstelle für Pilger wurde. 1238 ging das Kloster an Zisterzienserinnen, die beiden letzten Nonnen gingen jedoch 1441 ins Kloster Santa Margherita auf Torcello. Aus der späteren Zeit des Nonnenklosters stammt ein Pilgerzeichen, das sich in das erste Viertel des 14. Jahrhunderts datieren ließ.
1456 wurde das Kloster zeitweilig als Lazarett genutzt, in der zweiten Hälfte des 15. Jahrhunderts übernahmen es die Franziskaner-Minoriten. Sie restaurierten den Komplex mehrfach bis ins 17. Jahrhundert. Sie errichteten auch eine separate Kirche. Sie verpachteten das Land an Bauern, die dort Gärten einrichteten. Dabei wurde das Land im Osten der Insel als erstes verpachtet, wobei die vorhandenen Anlagen abgerissen wurden. Das Material diente der Bodenverfüllung. Weiter im Süden standen dem Anbau von Bäumen keine solchen Hindernisse im Wege. Schließlich brachen das Priorat und die Foresteria, das Gastgebäude zusammen, die Kirche hingegen wurde weiterhin gepflegt. Eine noch 1796 angestellte Untersuchung konstatierte, dass neben dieser Kirche und der benachbarten Sakristei nur noch ein Haus stand, die casa dell‘ortolano. Schließlich wurde auch die Kirche zur Werkstatt umfunktioniert.

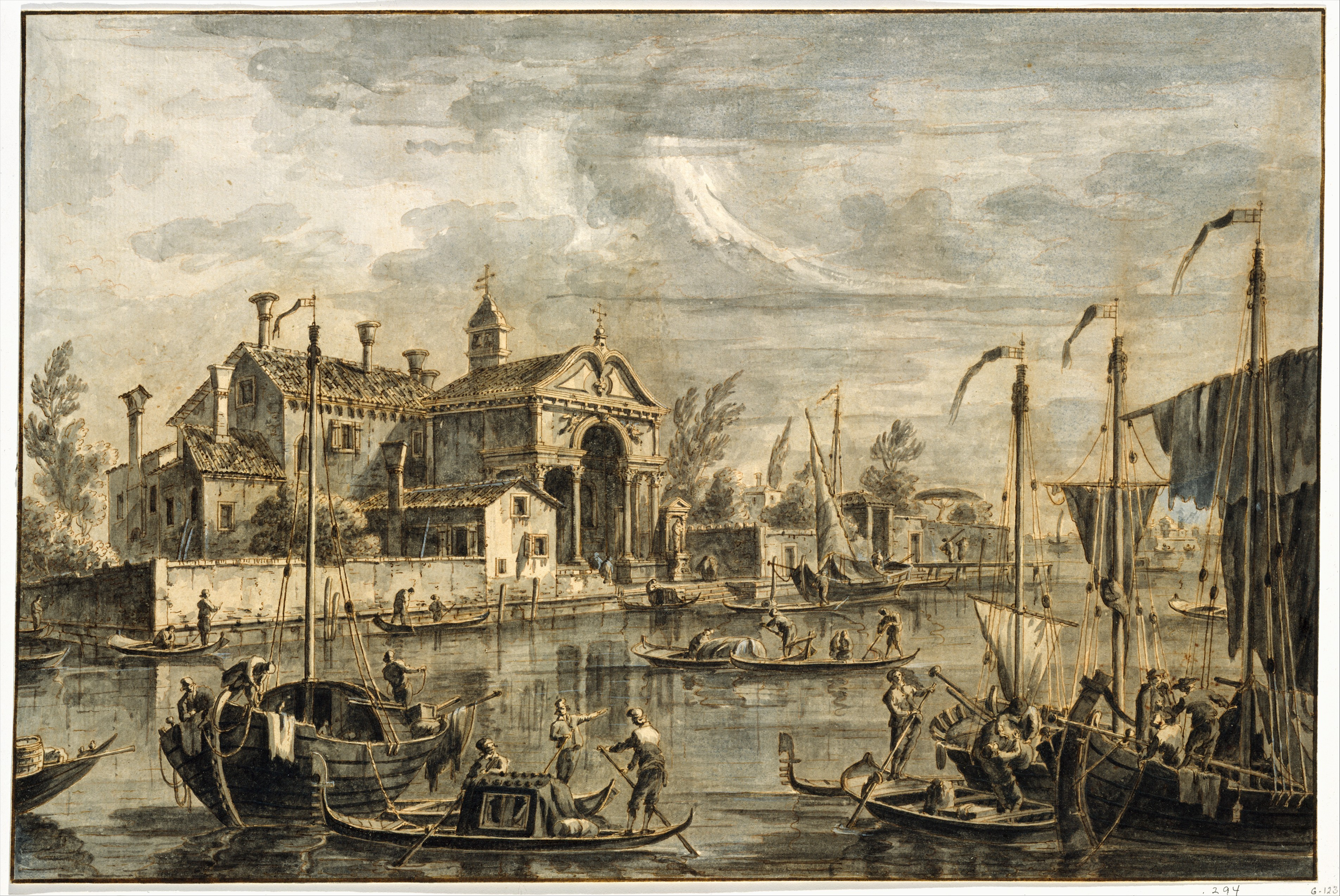
Francesco Tironi: Ansicht der Insel San Giacomo in Paludo, 27,5 × 41,5 cm, spätes 18. Jahrhundert, Metropolitan Museum of Art, New York

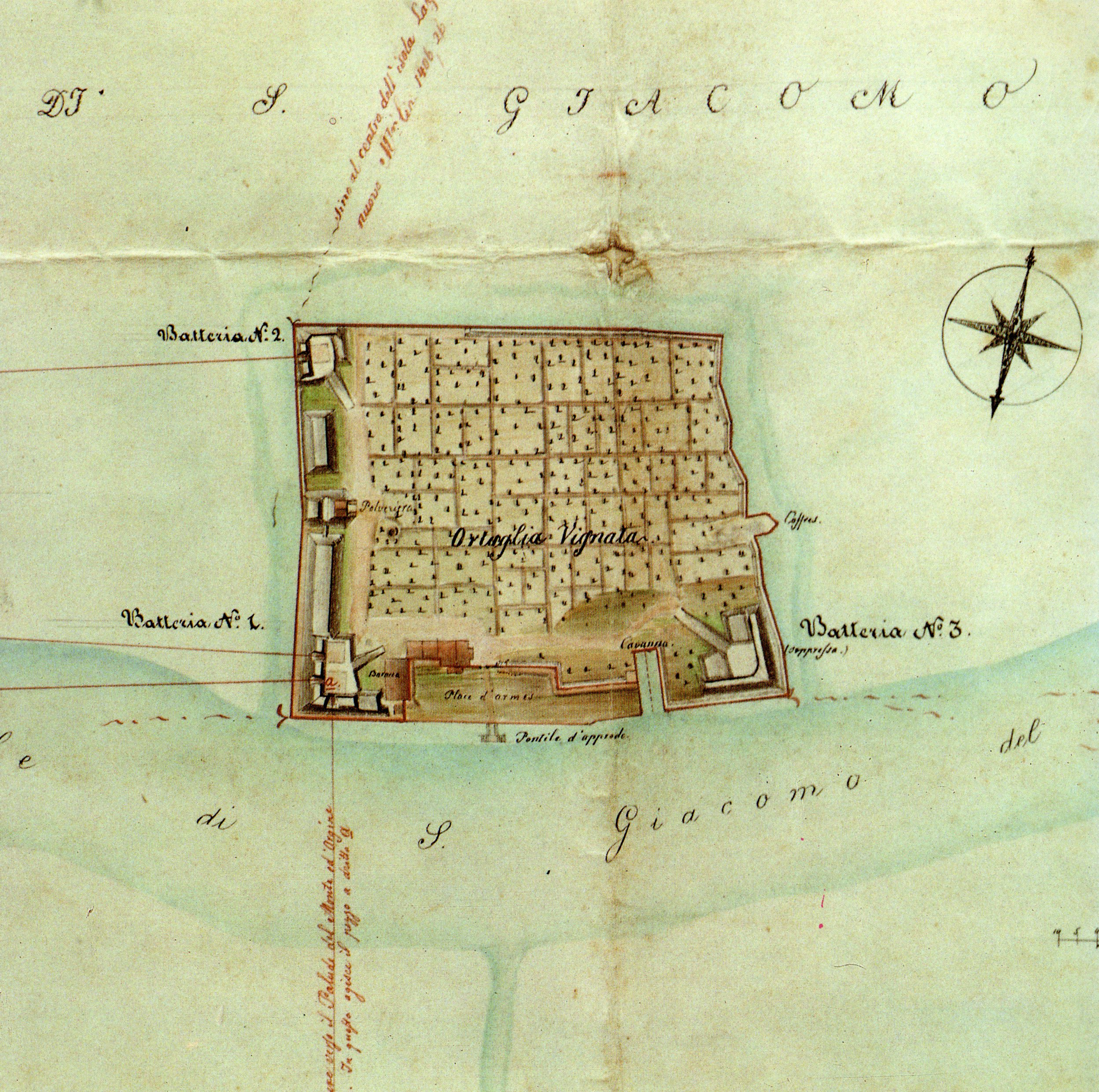
Karte der Insel während der österreichischen Belagerung, 1849

Mit der Übernahme durch die Österreicher wurde die Insel zu einer kleinen Festung ausgebaut, die Ufer neu befestigt. Doch die verbliebene Bebauung wurde weitgehend abgerissen. Bautätigkeiten konzentrierten sich weiterhin ausschließlich auf den Osten und den Süden der Insel. Zu den Gärten und Hainen kam allerdings noch Weinanbau. Nicht nur im Nordosten entstand eine Batterie, sondern auch im Nordwesten und Südwesten. Der Nordteil der Insel wurde nun von zwei langen, rechteckigen Gebäuden besetzt, zwischen denen sich ein Munitionslager befand. Richtung Burano entstand eine Bastion. Einziger Anlandepunkt blieb weiterhin die seit Jahrhunderten genutzte Landestelle am Canale di San Giacomo.
Die heutige Gestalt der Insel entstand erst zwischen 1866 und dem Ersten Weltkrieg. Außer der großen Anlegestelle wurden alle Bauwerke abgerissen. Die Bautätigkeit konzentrierte sich nun auf die Mitte der Insel, wo eine große Kaserne entstand. Das Militär blieb bis 1961. Die sich anschließende Phase völliger Vernachlässigung führte nicht nur zum Einsturz aller Hausdächer, sondern auch zur Schädigung der Strukturen, die den Nordrand der Insel schützten, was zu starker Erosion führte.
Schon in der 2. Hälfte des 19. Jahrhunderts kam es zu ersten Grabungen, etwa im Umkreis der Kirche. 2002 begannen wissenschaftlich fundiertere Grabungen auf der Insel, die auch die im Nordosten der Insel gelegene Klosteranlage erfassten. Östlich davon, bereits unter Wasser, liegen weitere Strukturen, die wahrscheinlich mit dem Kloster in Zusammenhang standen. Die Nonnen und Mönche dürften die Kanäle gebaut haben, ebenso wie die Verbindungswege aus Cocciopesto (Gemisch aus Tonscherben und Kalk), von denen der Weg zwischen der im 16. Jahrhundert entstandenen Kirche und dem Kloster entdeckt wurde. Dabei wurde erkennbar, dass sie in größeren Abständen die Baulichkeiten erhöhen und schützen mussten, um dem steigenden Meeresspiegel zu begegnen. 2003 wurde der ehemalige Friedhof freigelegt, wobei zwei gut erhaltene Leichname entdeckt wurden. Die beiden 35 bis 40 Jahre alten, etwa 1,75 m großen Männer waren hier beigesetzt worden. Darüber hinaus fand man eine Abfallgrube, deren älteste Stücke aus dem 13. Jahrhundert stammen. Auch wurde die in den Quellen erwähnte „cavana dell'ortolano“ entdeckt, eine Schiffsanlege und -reparaturstelle, die vom 13. bis 17. Jahrhundert bestand.
1810 wurde, nachdem Napoleon die Orden aufgehoben hatte, das Kloster aufgegeben. Unter österreichischer Herrschaft wurde die Insel zur Festung ausgebaut und mit Kanonen bestückt. Die italienische Armee nutzte die Insel als Munitionslager, wozu drei Komplexe entstanden. Bis 1961 wurde das verfallende Gebäude immer wieder als Militärposten genutzt.
Die Militäranlage soll restauriert werden. Der Verkauf der städtischen Insel zwecks Umbau zu einem Hotel ist umstritten (Stand: 2015).